# Пушкіно (Прокоп'євський округ)
Пу́шкіно (рос. Пушкіно) — селище у складі Прокоп'євського округу Кемеровської області, Росія.

## Населення
Населення — 143 особи (2010; 242 у 2002).
Національний склад (станом на 2002 рік):
- чуваші — 62 %
- росіяни — 36 %